# Gao Shuying
Gao Shuying (chinesisch 高 淑英, Pinyin Gāo Shúyīng; * 28. Oktober 1979 in Qingdao) ist eine ehemalige chinesische Stabhochspringerin.

## Karriere
Bei den Olympischen Spielen 2000 in Sydney wurde sie Zehnte. Im Jahr darauf wurde sie Fünfte bei den Weltmeisterschaften in Edmonton und gewann Gold bei der Universiade.
2002 wurde sie Asienmeisterin, Vierte beim Weltcup und holte Gold bei den Asienspielen in Busan, 2003 wurde sie Neunte bei den Weltmeisterschaften in Paris/Saint/Denis, und 2004 schied sie bei den Olympischen Spielen in Athen in der Qualifikation aus.
In der darauffolgenden Saison wurde sie Fünfte bei den Weltmeisterschaften in Helsinki und verteidigte ihren Titel bei den Asienmeisterschaften. 2006 wurde sie Dritte beim Weltcup und gewann erneut Gold bei den Asienspielen in Doha. Einem Vorrundenaus bei den Weltmeisterschaften 2007 in Osaka folgte 2008 ein zwölfter Platz bei den Olympischen Spielen in Peking.
Bei den Weltmeisterschaften 2009 in Berlin schied sie ohne gültigen Versuch aus.
Gao Shuying ist 1,79 m groß und wiegt 66 kg. Sie wird von Shi Meichuang trainiert und startete für das Team der Stadt Shanghai.

## Persönliche Bestleistungen
- Stabhochsprung: 4,64 m, 2. Juni 2007, New York City (Asienrekord)
  - Halle: 4,45 m, 10. März 2002, Sindelfingen (ehemaliger Asienrekord)